# Université du Québec à Montréal
Université du Québec à Montréal, förkortat UQAM eller i logotypen UQÀM, är ett universitet i Kanada. Det ligger i staden Montréal och tillhör universitetssystemet Université du Québec som drivs av provinsen Québec.
Université du Québec à Montréal placerade sig på plats 561–570 2020 i QS Universitetsvärldsrankning över världens bästa universitet.